# Helicobacteraceae

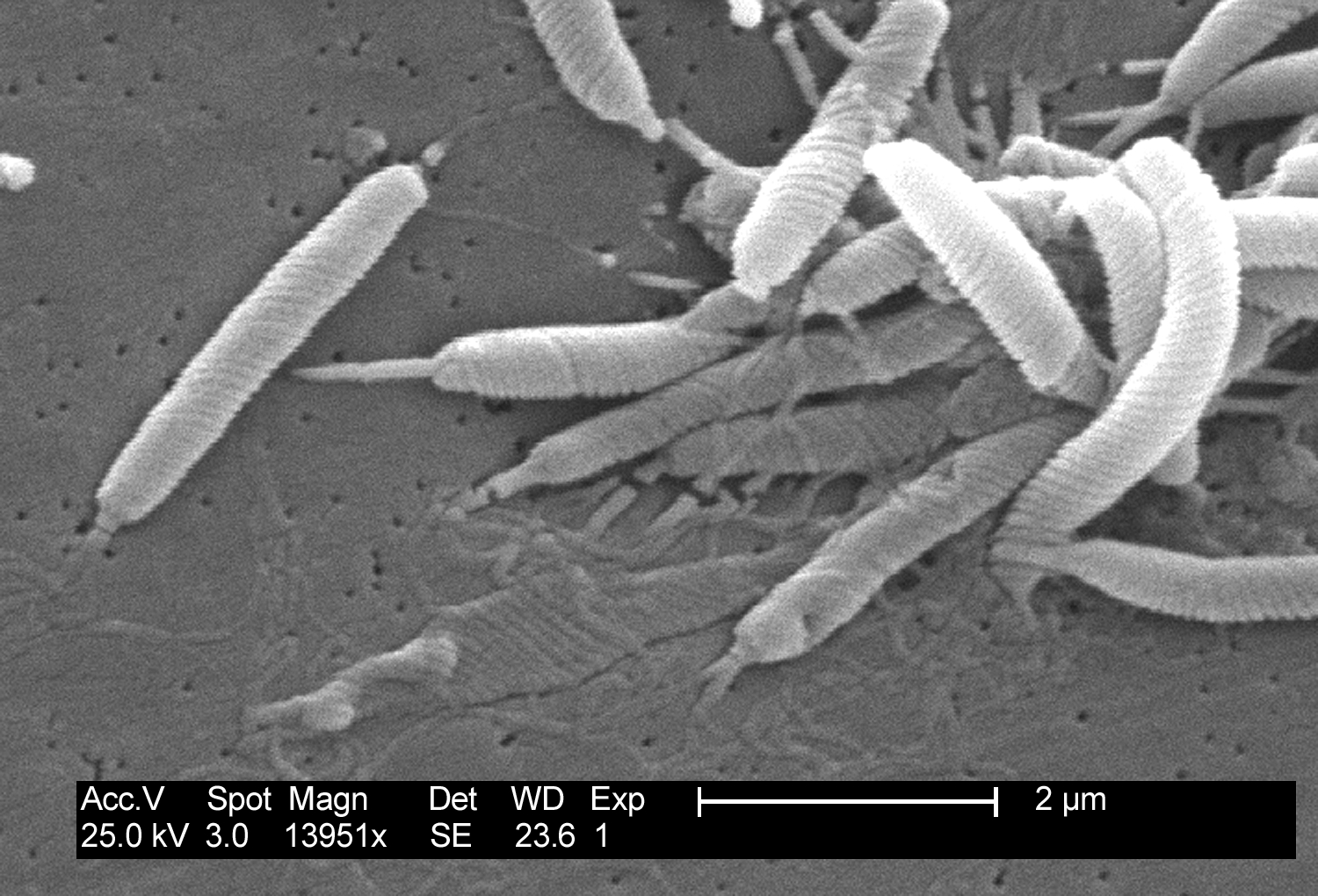

Helicobacteraceae — семейство бактерий из отряда протеобактерий. В роду Helicobacter присутствуют некоторые важные патогены, поражающие людей и животных. Приставка helix по-гречески означает «спиральный» и относится к клеточной форме типового рода Helicobacter.

## Характеристики
Helicobacteraceae — это группа, очень разнообразная в экологическом и морфологическом отношении, с точки зрения формы клеток. Присутствуют виды со спиральными или веретенообразными, а также изогнутыми палочковидными клетками, клетки тиовулума, напротив, имеют круглую или яйцевидную форму. У вида Helicobacter acinonychis могут встречаться как спиральные клетки, так и изогнутые палочки. U-образные формы также присутствуют у представителей рода Helicobacter.Тест по Граму, как это типично для протеобактерий, дает отрицательный результат.
Некоторые виды являются микоаэрофильными, что означает, что они могут выживать только в средах с низким содержанием кислорода. Анаэробные виды также присутствуют, они могут жить только в условиях полного кислородного голодания.